# Cocytius antaeus
Cocytius antaeus, popularmente conhecida como mariposa-esfinge, é uma espécie de artrópode lepidóptero, mais especificamente de mariposa, pertencente à família dos esfingídeos (Sphingidae).

## Taxonomia e sistemática
Cocytius antaeus foi originalmente descrita por Dru Drury em 1773 sob o nome Sphinx antaeus. Foi transferida ao gênero Cocytius por William Kirby em 1892. Sua localidade-tipo é a Jamaica. Apresenta duas subespécies: a nominal C. a. antaeus e C. a. medor.

## Descrição
Cocytius antaeus apresenta envergadura entre cinco e sete polegadas (12,6 a 17,8 centímetros), sendo os machos significativamente menores que as fêmeas. A asa anterior superior tem região semitransparente posterior à veia CuA1, resultado da menor densidade de escamação e da presença de escamas semelhantes a pelos na camada superior da parte inferior; por essa razão, o traço preto nessa área está mais ou menos obliterado. O traço posterior à veia M3 é mais evidente, embora também apresente escamação modificada. A linha sub-basal branco-amarelada está dividida em três partes: uma porção costal, uma parte discocelular mais distal e uma porção posterior. Esta última difere daquela observada em Cocytius duponchel, por estar localizada mais distalmente, formando ângulos retos com a veia cubital e posicionada além da parte costal; o oposto é observado em C. duponchel. Além disso, a linha pós-discal é mais curva do que naquela espécie. Ambas as asas inferiores frequentemente exibem coloração de lavagem amarelo-ocre bastante conspícua. A asa posterior superior possui espaços transparentes longos, sendo o localizado após a veia M1 nitidamente mais longo do que a largura da borda marrom da asa; esses espaços são incisados distalmente, pois a borda apresenta entalhes entre as veias. Uma mancha semitransparente está presente anteriormente à nervura CuA2.
Quanto aos membros, a tíbia anterior é ligeiramente mais longa que o primeiro segmento tarsal correspondente; a tíbia média é visivelmente mais longa, e a posterior um pouco mais curta em relação aos seus respectivos primeiros segmentos tarsais. O tarso anterior é semelhante ao de Cocytius duponchel, mas o primeiro segmento apresenta apenas espinhos externos, com a crista representada por apenas um ou dois espinhos apicais; os segmentos seguintes possuem mais espinhos do que os de C. duponchel. O tarso anterior exibe todas as quatro fileiras de espinhos; a crista da segunda fileira não é tão regular quanto no macho, e os espinhos se orientam mais distalmente. As tíbias anterior, média e posterior medem de um a dois milímetros a mais do que os primeiros segmentos tarsais correspondentes.
A genitália masculina apresenta o unco com curvatura biarqueada em vista lateral, com o ápice apontando ventral e distalmente, sendo mais ou menos agudo. O gnato é semelhante ao de Cocytius lucifer, porém com os lados mais paralelos e o ápice arredondado-truncado. A valva é grande, com uma prega alta próxima à base, acima da harpa, recoberta por numerosas cerdas. A harpa possui um processo subcilíndrico robusto, com forma algo claviforme, levemente dilatado distalmente e fortemente dentado na extremidade. A juxta é representada por uma prega em forma de colarinho, aberta ventralmente e coberta por pequenos pelos. O falo possui um pequeno dente subapical. Na genitália feminina, a placa ostial é muito grande, bem esclerotizada inclusive na porção apical, mas com poucas ou nenhuma escama. Tem forma subtruncada, com as bordas laterais espessadas ou recurvadas. O óstio é livre, com bordas menos elevadas do que em C. lucifer ou C. beelzebuth, e está posicionado de forma significativamente mais proximal do que nas demais espécies do gênero, situando-se muito mais próximo da base do que do ápice do abdômen. Em fêmeas acasaladas, é comum observar uma crista alta, longitudinal, de substância esbranquiçada sobre a placa ostial.

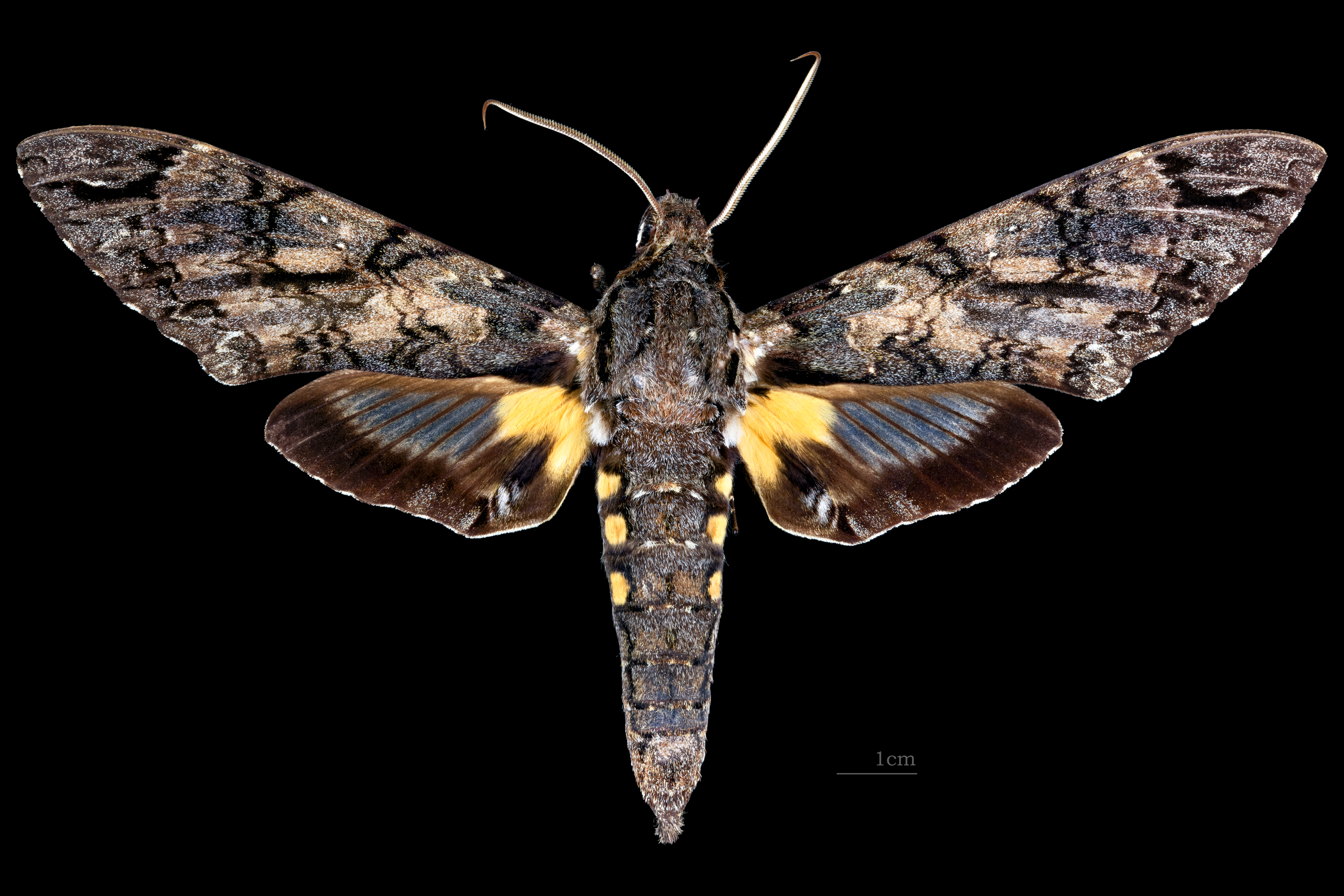
Macho, lado dorsal
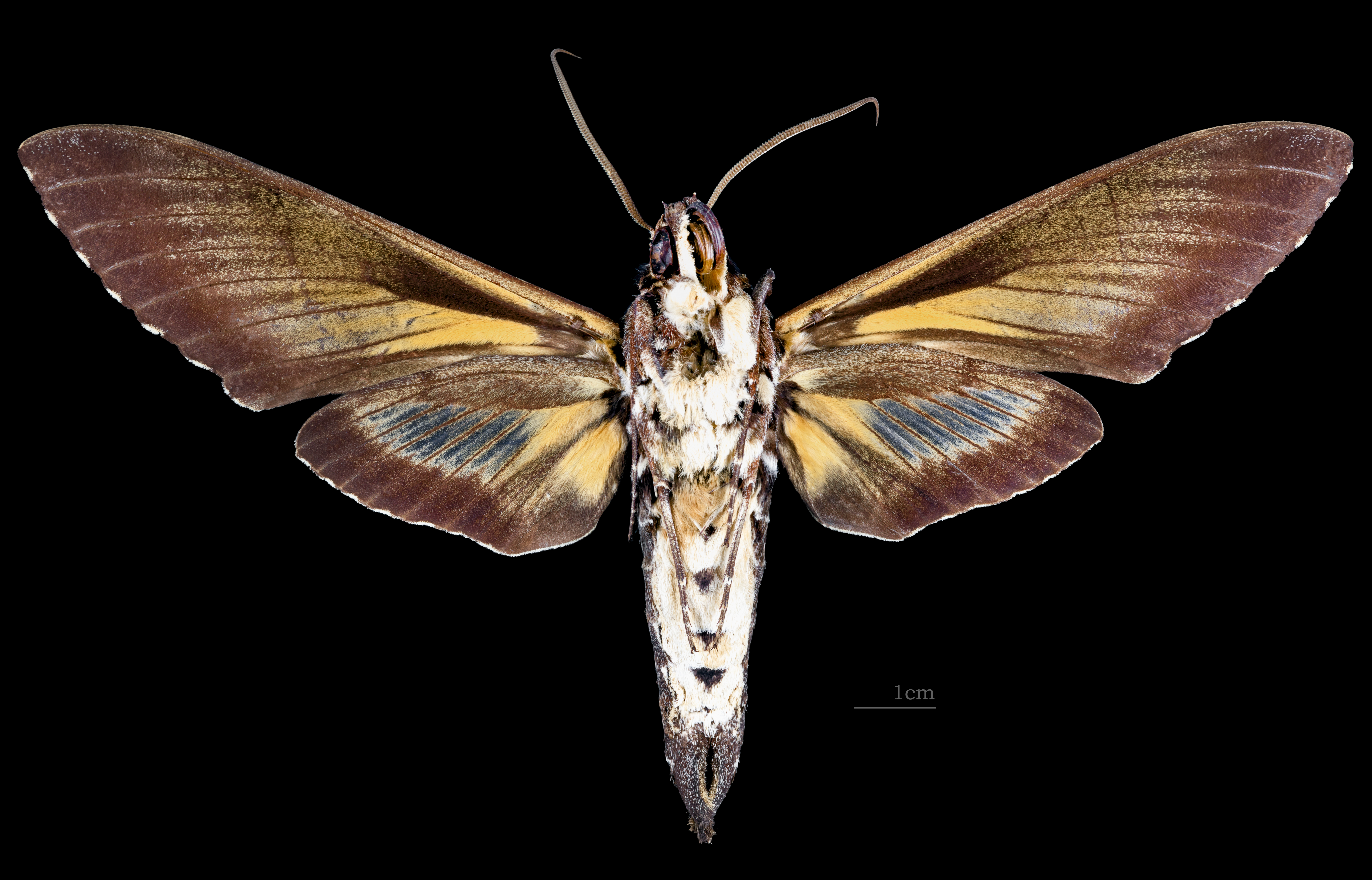
Macho, lado ventral
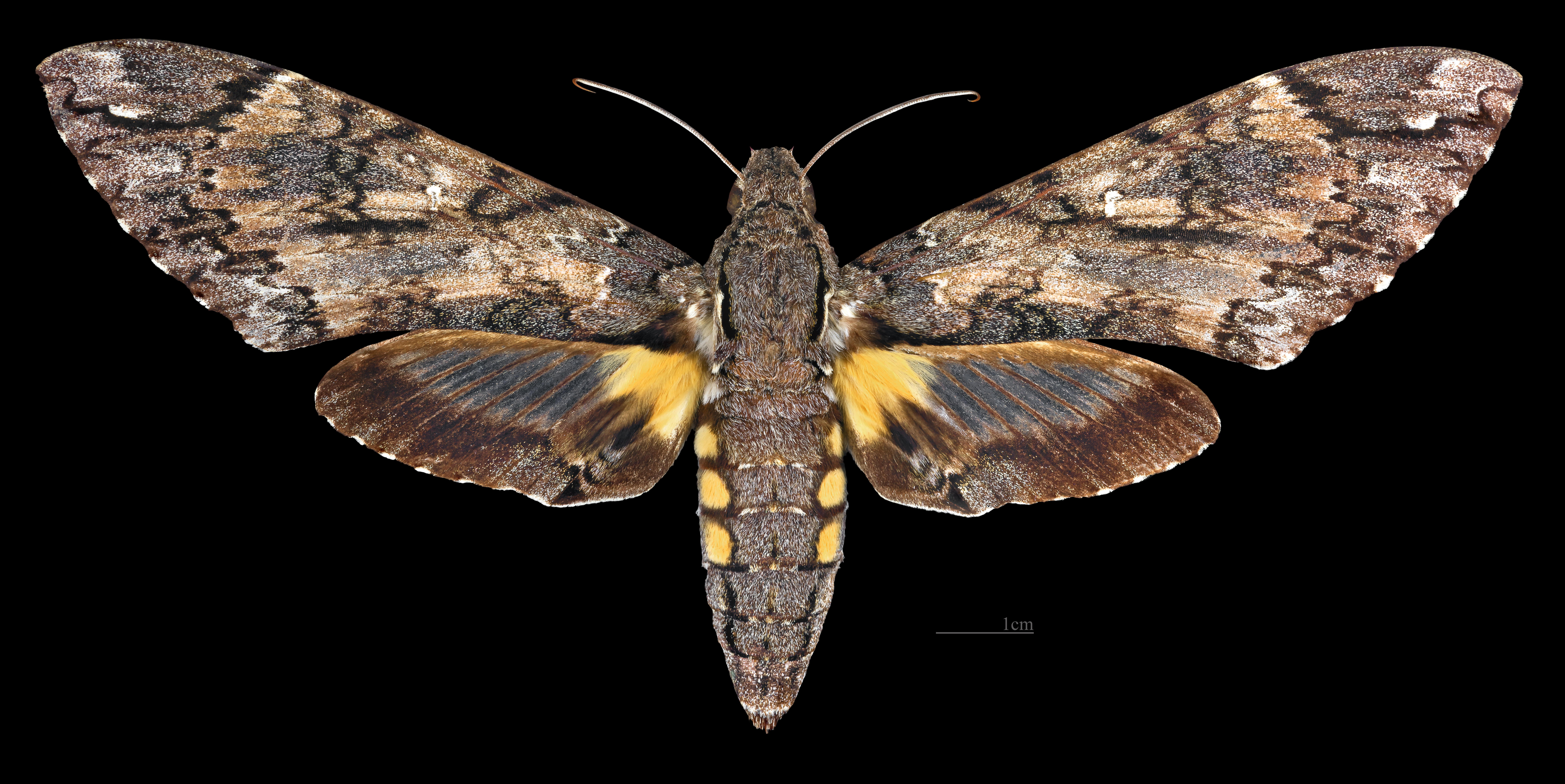
Fêmea, lado dorsal
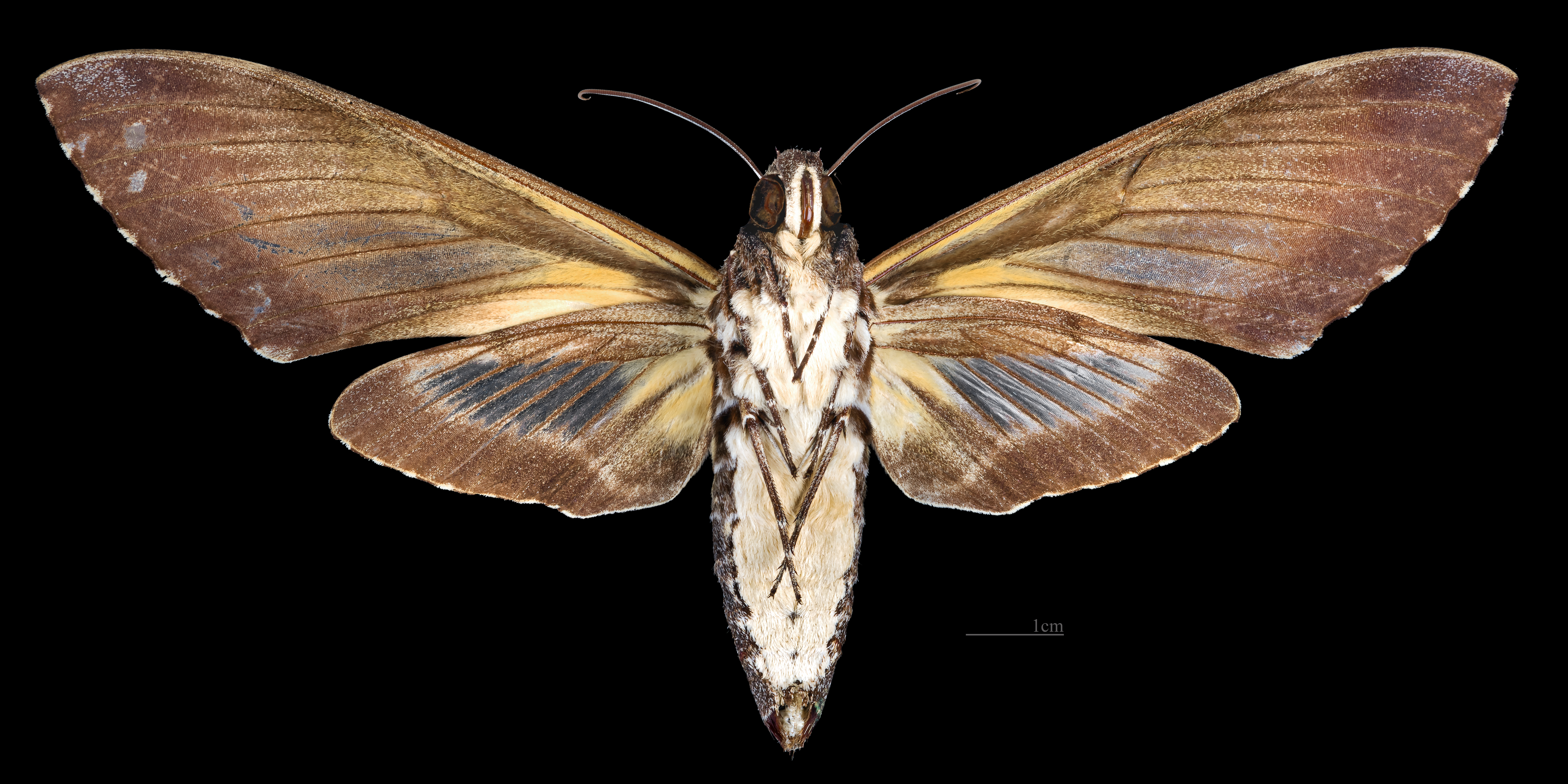
Fêmea, lado ventral

## Distribuição e habitat

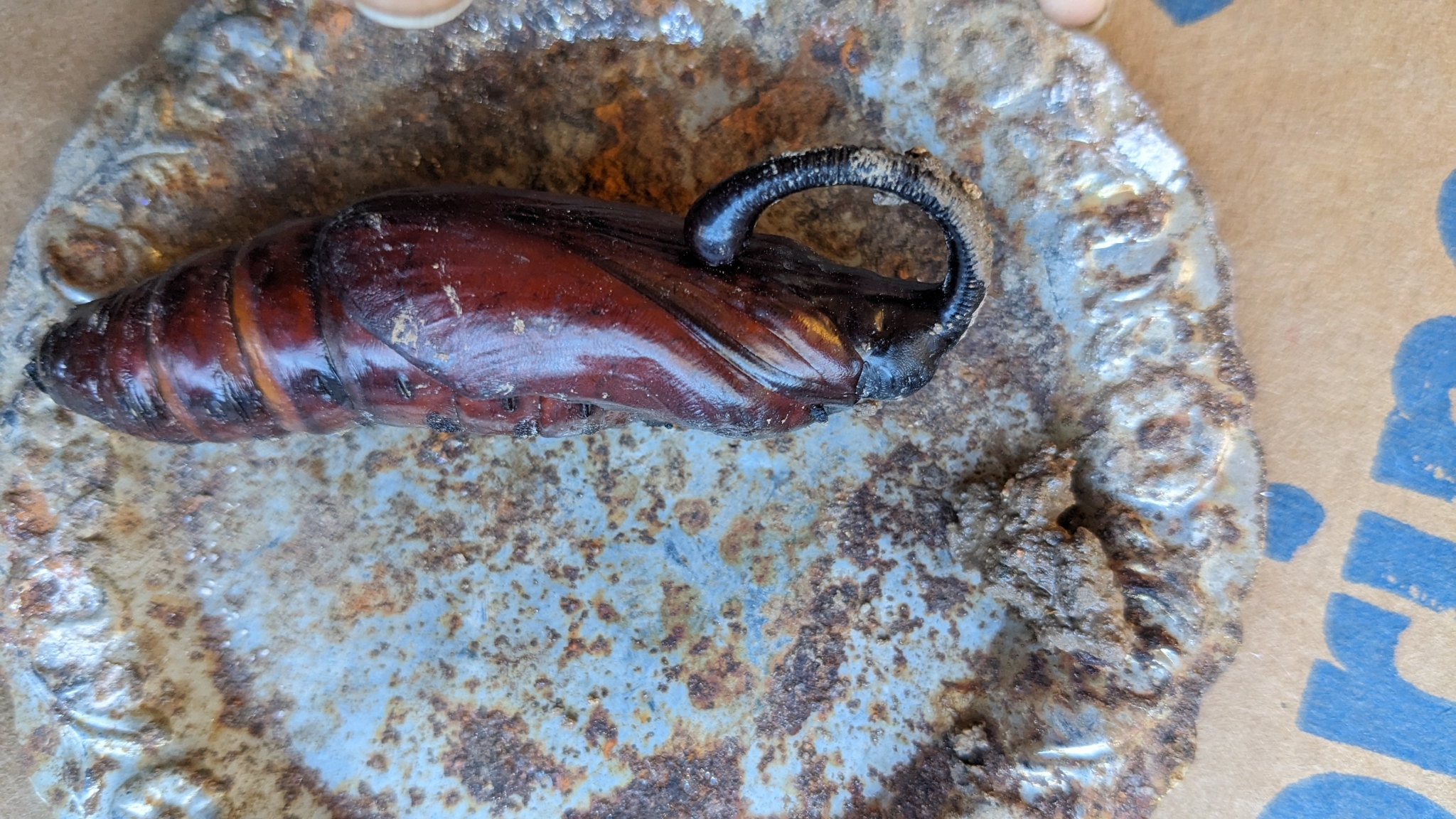
Pupa avistada na Jamaica

Cocytius antaeus habita áreas florestadas, planícies tropicais e subtropicais e áreas perturbadas, inclusive grandes centros urbanos. Ocorre na América do Norte, nos Estados Unidos (rara no Texas, mas ocorre com frequência na Flórida e às vezes até tão ao norte quanto Chicago, em Ilinóis) e México (Quintana Roo), no mar do Caribe (Jamaica), no Oceano Pacífico (Ilhas Galápagos), na América Central, em Belize (Corozal, Cayo, Stann Creek, Toledo), Guatemala (Izabal), Nicarágua (Leão, Manágua, Granada, e provavelmente Carazo, Masaia e Rivas) e Costa Rica (Guanacaste, Limão, Herédia, Puntarenas, Alajuela, São José e Cartago) e na América do Sul, na Venezuela (Arágua, Bolívar, Guárico, Miranda e Monagas), Equador, Peru, Bolívia (Santa Cruz e La Paz), Paraguai (Central), Chile (norte do país), Argentina (Missões, Salta, Chaco, Formosa e Tucumã) e Uruguai. É possível que também ocorra na Colômbia, Guiana, Suriname e Guiana Francesa.
No Brasil, está presente nos estados de Alagoas, Amazonas, Bahia, Ceará, Distrito Federal (Brasília), Espírito Santo, Goiás (Pirenópolis), Maranhão (Chapadinha), Mato Grosso, Mato Grosso do Sul, Minas Gerais (Uberlândia), Paraná, Paraíba, Pará, Pernambuco, Rio Grande do Norte, Rio Grande do Sul, Rio de Janeiro, Rondônia, Roraima, Santa Catarina, São Paulo e Tocantins (Palmas), nos biomas da Amazônia, da Caatinga, do Cerrado, da Mata Atlântica e do Pampa. Em termos hidrológicos, ocorre nas sub-bacias do Grande, do Guaíba, do Gurupi, do Iguaçu, do Itapecuru-Paraguaçu, do litoral de Alagoas, Pernambuco, Paraíba, Ceará, Espírito Santo, Rio de Janeiro, São Paulo, Paraná, Santa Catarina e Rio Grande do Sul, do Madeira, do Negro, do Paraguai 01, do Paranapanema, do Paranaíba, do Paraná RH1, do Paraíba do Sul, do Piranhas, do Tapajós, do Tietê, do Alto e Baixo Tocantins, do Trombetas, do Alto e Médio Uruguai e do Xingu.

## Ecologia

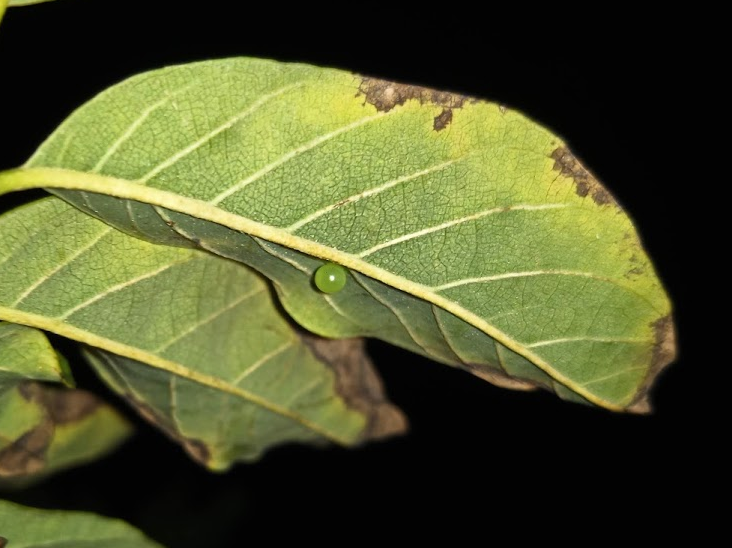
Ovo avistado em Bridgetown, Barbados

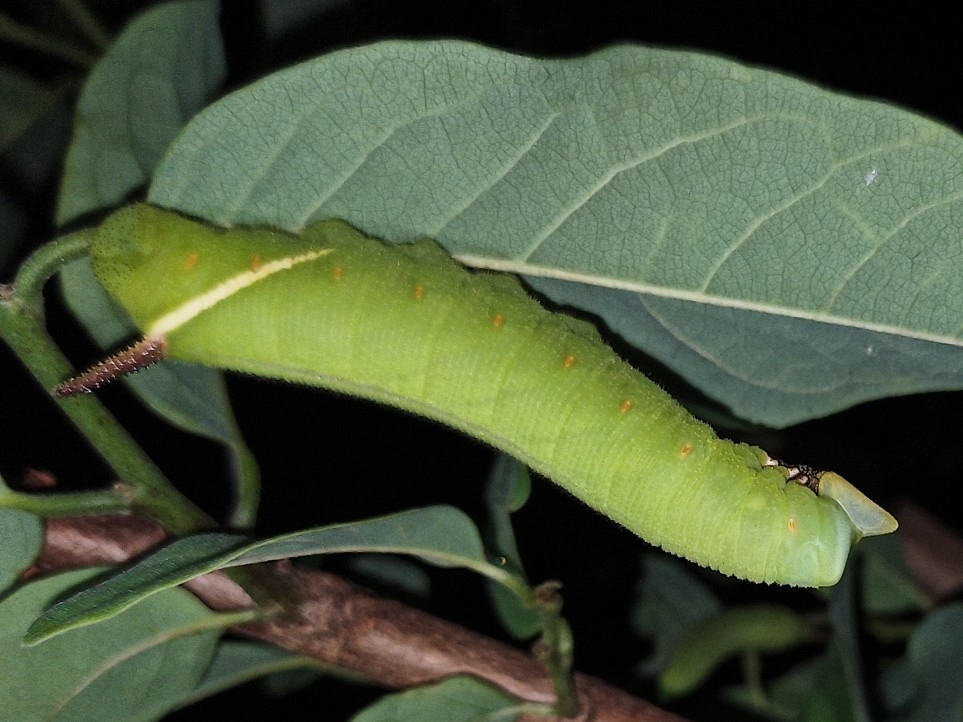
Larva avistada em Bridgetown, Barbados

Adultos de Cocytius antaeus se alimentam de néctar de flores. No Cerrado, sabe-se que polinizam Caryocar brasiliensis (cariocaráceas), Inga vera (fabáceas), Tocoyena formosa (rubiáceas), Cestrum schlechtendalii (solanáceas) e Salvertia convallariodora (vochisiáceas). Voam em várias gerações ao longo do ano no sul da Flórida. Na Costa Rica, há registros de adultos em todos os meses do ano, com exceção de março e outubro. Na Bolívia, espécimes foram coletados em março, outubro e dezembro. As pupas provavelmente se deslocam à superfície a partir de câmaras subterrâneas pouco antes da eclosão. As fêmeas atraem os machos por meio de um feromônio liberado por uma glândula localizada na extremidade do abdome. A oviposição ocorre individualmente nas folhas de várias espécies do gênero Annona, sendo Annona cherimola relatada como planta hospedeira nas ilhas Galápagos.
Nos primeiros ínstares, as larvas apresentam listras laterais brancas. As lagartas maduras são grandes, podendo pesar até 20,81 gramas, e possuem um chifre característico na extremidade posterior. Nos últimos ínstares, são uniformemente verdes, com uma linha mediana roxa escura e uma listra lateral posterior branca bem destacada, acompanhada por tonalidades de verde escuro em ambos os lados. As larvas alimentam-se de plantas dos gêneros Annona (A. holosericea, Annona glabra, A. muricata, A. purpurea, A. squamosa), Guatteria sp., Oxandra sp., Sapranthus sp., Rollinia sp. (R. orthopetala) e Xylopia sp.. A fase pupal ocorre no subsolo, e os adultos emergem cerca de 30 dias após a formação da pupa. A pupa apresenta uma proeminente alça lingual, semelhante à observada em Manduca rustica. As larvas são vulneráveis à parasitização por dípteros da família dos taquinídeos.

## Conservação
Não são conhecidas ameaças que coloquem em risco a conservação de Cocytius antaeus. Em 2018, foi classificada como pouco preocupante no Livro Vermelho da Fauna Brasileira Ameaçada de Extinção do Instituto Chico Mendes de Conservação da Biodiversidade (ICMBio). Em 2020, a NatureServe avaliou a espécie como segura (categoria G5) para o estado da Flórida. Em sua área de ocorrência no Brasil, Cocytius antaeus presente em várias áreas de conservação:
- Área de Proteção Ambiental Chapada do Araripe (APA Chapada do Araripe)
- Área de Proteção Ambiental de Petrópolis (APA Petrópolis)
- Área de Proteção Ambiental do Planalto Central (APA Planalto Central)
- Área de Proteção Ambiental Campos do Jordão (APA Campos do Jordão)
- Área de Proteção Ambiental da Bacia dos Ribeirões do Gama e Cabeça de Veado (APA da Bacia dos Ribeirões do Gama e Cabeça de Veado)
- Área de Proteção Ambiental de Jundiaí (APA Jundiaí)
- Área de Proteção Ambiental Sapucaí Mirim (APA Sapucaí Mirim)
- Área de Proteção Ambiental Serra do Mar (APA Serra do Mar)
- Área de Proteção Ambiental da Bacia do Rio Macacu (APA Bacia do Rio Macacu)
- Área de Proteção Ambiental de Murici (APA Murici)
- Área de Proteção Ambiental da Baixada Maranhense (APA Baixada Maranhense)
- Área de Proteção Ambiental Rota do Sol (APA Rota do Sol)
- Parque Nacional da Serra dos Órgãos (PARNA da Serra dos Órgãos)
- Parque Nacional da Tijuca (PARNA da Tijuca)
- Estação Ecológica do Seridó (ESEC Seridó)
- Estação Ecológica de Maracá (ESEC de Maracá)
- Estação Ecológica de Águas Emendadas (ESEC Águas Emendadas)
- Estação Ecológica do Jardim Botânico (ESEC Jardim Botânico)
- Reserva Biológica de Guaribas (Rebio Guaribas)
- Parque Estadual da Serra do Mar (PE Serra do Mar)
- Parque Estadual dos Pirineus (PE Pirineus)
- Refúgio de Vida Silvestre Matas do Sistema Gurjaú (RVS Matas do Sistema Gurjaú)
- Reserva Ecológica do Panga (RE do Panga)
- Reserva Particular do Patrimônio Natural Ano Bom (RPPN Ano Bom)
- Reserva Particular do Patrimônio Natural Ceflusmme (RPPN Ceflusmme)
- Reserva Particular do Patrimônio Natural Fazenda Limeira (RPPN Fazenda Limeira)
- Reserva Particular do Patrimônio Natural Frei Caneca (RPPN Frei Caneca)
- Reserva Particular do Patrimônio Natural Gleba O Saquinho de Itapirapuá (RPPN Gleba O Saquinho de Itapirapuá)
- Reserva Particular do Patrimônio Natural Sítio do Bananal (RPPN Sítio do Bananal)
- Terra Indígena Alto Rio Negro (TI Alto Rio Negro)
- Terra Indígena Tubarão-Latundê (TI Tubarão/Latundê)
- Terra Indígena Utiariti (TI Utiariti)